# Ло-Прадо
Ло-Прадо (исп. Lo Prado) — коммуна в Чили. Одна из городских коммун города Сантьяго. Коммуна входит в состав провинции Сантьяго и Столичной области.
Территория — 7 км². Численность населения — 96 249 жителей (2017). Плотность населения — 13 749,9 чел./км².

## Расположение
Коммуна расположена на западе города Сантьяго.
Коммуна граничит:
- на севере — c коммуной Серро-Навия
- на северо-востоке — c коммуной Кинта-Нормаль
- на юго-востоке — c коммуной Эстасьон-Сентраль
- на юге — c коммуной Сан-Бернардо
- на юго-западе — c коммуной Пудауэль

## Демография
Согласно сведениям, собранным в ходе переписи 2017 г. Национальным институтом статистики (INE), население коммуны составляет:
| Полное население                          | Полное население                          | Полное население                          | Полное население                          | Полное население                          | 96 249  |
| ----------------------------------------- | ----------------------------------------- | ----------------------------------------- | ----------------------------------------- | ----------------------------------------- | ------- |
| в том числе:                              | Городское население                       | 96 249                                    | Процент городского населения, %           | 100,00                                    |         |
|                                           | Сельское население                        | 0                                         | Процент сельского населения, %            | 0,00                                      |         |
|                                           | Мужское население                         | 46 799                                    | Процент мужского населения, %             | 48,62                                     |         |
|                                           | Женское население                         | 49 450                                    | Процент женского населения, %             | 51,38                                     |         |
| Плотность населения, чел./км²             | Плотность населения, чел./км²             | Плотность населения, чел./км²             | Плотность населения, чел./км²             | Плотность населения, чел./км²             | 13749,9 |
| Население коммуны в % к населению области | Население коммуны в % к населению области | Население коммуны в % к населению области | Население коммуны в % к населению области | Население коммуны в % к населению области | 1,35    |

| Динамика изменения населения коммуны | Динамика изменения населения коммуны | Динамика изменения населения коммуны | Динамика изменения населения коммуны |
| ------------------------------------ | ------------------------------------ | ------------------------------------ | ------------------------------------ |
| 1992                                 | 2002                                 | 2012                                 | 2017                                 |
| 110 933                              | 104 316▼                             | 94 766▼                              | 96 249▲                              |